# پلنگ صورتی دوباره می‌تازد
پلنگ صورتی دوباره می‌تازد (به انگلیسی: The Pink Panther Strikes Again) فیلمی کمدی، محصول سال ۱۹۷۶ است. این فیلم پنجمین فیلم از سری پلنگ صورتی و چهارمین فیلم از این سری با بازی پیتر سلرز در نقش بازرس کلوزو است.

## داستان
پس از سه سال در یک بیمارستان روان‌پزشکی، شارل دریفوس، بازرس ارشد پیشین پلیس سورته، سلامت روان خود را بازیافته و وسواسش برای کشتن بازرس ژاک کلوزو، که اکنون جانشین او در مقام بازرس ارشد شده، درمان شده است. روان‌پزشک او با خوشحالی به دریفوس اطلاع می‌دهد که همان بعدازظهر برای تأیید نهایی به هیئت ارزیابی سلامت روان معرفی خواهد شد. با این حال، کلوزو بدون اطلاع قبلی برای دفاع از رئیس سابق خود وارد می‌شود، اما با ایجاد زنجیره‌ای از اتفاقات ناگوار، طی پنج دقیقه دوباره او را به مرز جنون می‌رساند.
دریفوس بعداً از بیمارستان فرار می‌کند و بار دیگر تلاش می‌کند کلوزو را با کار گذاشتن بمب در آپارتمانش به قتل برساند، درست زمانی که کلوزو طبق روال معمول در حال نبرد تمرینی با خدمتکارش کاتو است. بمب آپارتمان را نابود کرده و کاتو را زخمی می‌کند، اما همان‌گونه که همیشه اتفاق می‌افتد، کلوزو بدون آسیب می‌گریزد، زیرا در آن لحظه در لباس مبدل یک گوژپشت پر از هلیوم بوده و از انفجار به بالا بلند شده است.
دریفوس تصمیم می‌گیرد نقشه‌ای پیچیده‌تر برای حذف کلوزو طراحی کند. او چند جنایتکار حرفه‌ای را به خدمت می‌گیرد و پروفسور هوگو فاس‌بندر، فیزیکدان برجسته هسته‌ای، و دخترش مارگو را می‌رباید. دریفوس او را مجبور می‌کند که در ازای آزادی خود و دخترش، یک «سلاح آخرالزمانی» بسازد.
کلوزو برای تحقیق درباره آدم‌ربایی به انگلستان سفر می‌کند و در خانهٔ فاس‌بندر هرج‌ومرج به پا می‌کند؛ درحالی‌که در حال بازجویی ناشیانه از کارکنان خانه، از جمله خدمتکار دگرپوش فاس‌بندر، جارویس است. گرچه جارویس بعداً توسط آدم‌ربایان که او را تهدیدی می‌دانند کشته می‌شود، کلوزو سرنخی پیدا می‌کند که او را به جشن اکتبرفست در مونیخ، آلمان غربی، می‌کشاند.
در این میان، دریفوس با استفاده از اختراع فاس‌بندر، ساختمان سازمان ملل متحد در نیویورک را نابود می‌کند و با تهدید به استفاده از سلاح، رهبران جهان از جمله رئیس‌جمهور ایالات متحده و وزیر امور خارجه او را وادار می‌کند که کلوزو را ترور کنند. کشورهای مختلف مأموران خود را برای کشتن کلوزو می‌فرستند تا رضایت دریفوس را جلب کرده و شاید به سلاح دست یابند. با این حال، به‌خاطر ناتوانی کلوزو در درک خطر، مأموران یکی‌یکی به دست یکدیگر کشته می‌شوند تا اینکه فقط نمایندگان اتحاد جماهیر شوروی و مصر باقی می‌مانند.
یکی از افراد دریفوس که خود را به شکل کلوزو درآورده، توسط مأمور مصری به اشتباه کشته می‌شود. سپس آن مأمور مصری فریفتهٔ جاسوس روسی، اولگا باریوسووا، می‌شود که او نیز اشتباه مشابهی می‌کند و عاشق او می‌شود. پس از رفتن مأمور مصری، کلوزوی واقعی وارد اتاق هتل می‌شود و از حضور اولگا در تختخوابش شگفت‌زده و از ابراز علاقهٔ او سردرگم می‌شود. کلوزو با استفاده از اطلاعات او، مکان دریفوس را در قلعه‌ای در بایرن کشف می‌کند.
دریفوس از خبر نادرست مرگ کلوزو شادمان می‌شود، اما دچار دندان‌درد است و برای درمان، دندان‌پزشک می‌خواهد. کلوزو که باخبر می‌شود دندان‌پزشکی باید به قلعه برود، خود را به شکل دندان‌پزشکی پیر آلمانی درآورده و سرانجام وارد قلعه می‌شود (پیش از آن، تلاش‌های او برای ورود به قلعه به‌دلیل ناشی‌گری و وجود پل متحرک ناکام مانده بود). او بدون شناسایی توسط دریفوس، هر دو را با گاز خنده‌آور بی‌هوش می‌کند. در حالی که هر دو از شدت خنده از خود بی‌خود شده‌اند، کلوزو به اشتباه دندان اشتباهی را می‌کشد و در آن لحظه دریفوس درمی‌یابد که دندان‌پزشک در واقع کلوزو در لباس مبدل است.
کلوزو فرار می‌کند و دریفوس خشمگین می‌شود و قصد دارد با استفاده از دستگاه، انگلستان را نابود کند. اما کلوزو که همچنان از افراد دریفوس می‌گریزد، به‌طور تصادفی برنامه‌های او را نقش بر آب می‌کند؛ زیرا یک منجنیق قرون وسطایی بیرون قلعه او را روی دستگاه سلاح می‌فرستد، و این باعث می‌شود دستگاه مختل شده و خودِ دریفوس و قلعه را هدف بگیرد. در حالی که باقی‌ماندهٔ افراد، فاس‌بندر، دخترش و کلوزو از قلعهٔ در حال فروپاشی فرار می‌کنند، دریفوس در حالی که روی ارگ قلعه قطعهٔ "Tiptoe Through the Tulips" را می‌نوازد، به‌تدریج از هستی محو می‌شود و قلعه نیز همراه او به هوا می‌رود.
کلوزو به پاریس بازمی‌گردد و اولگا را در تخت خود می‌بیند. اما خلوت آن‌ها ابتدا با ناتوانی کلوزو در درآوردن لباس‌هایش مختل می‌شود، و سپس با حملهٔ غافلگیرانهٔ جدید کاتو، که باعث می‌شود هر سه نفر به رود سن پرتاب شوند؛ زیرا تخت خواب تاشو ناگهان باز شده و دیوار را شکافته و آن‌ها را بیرون می‌فرستد.